# St. Nikolaus und Peter (Oberhöchstädt)

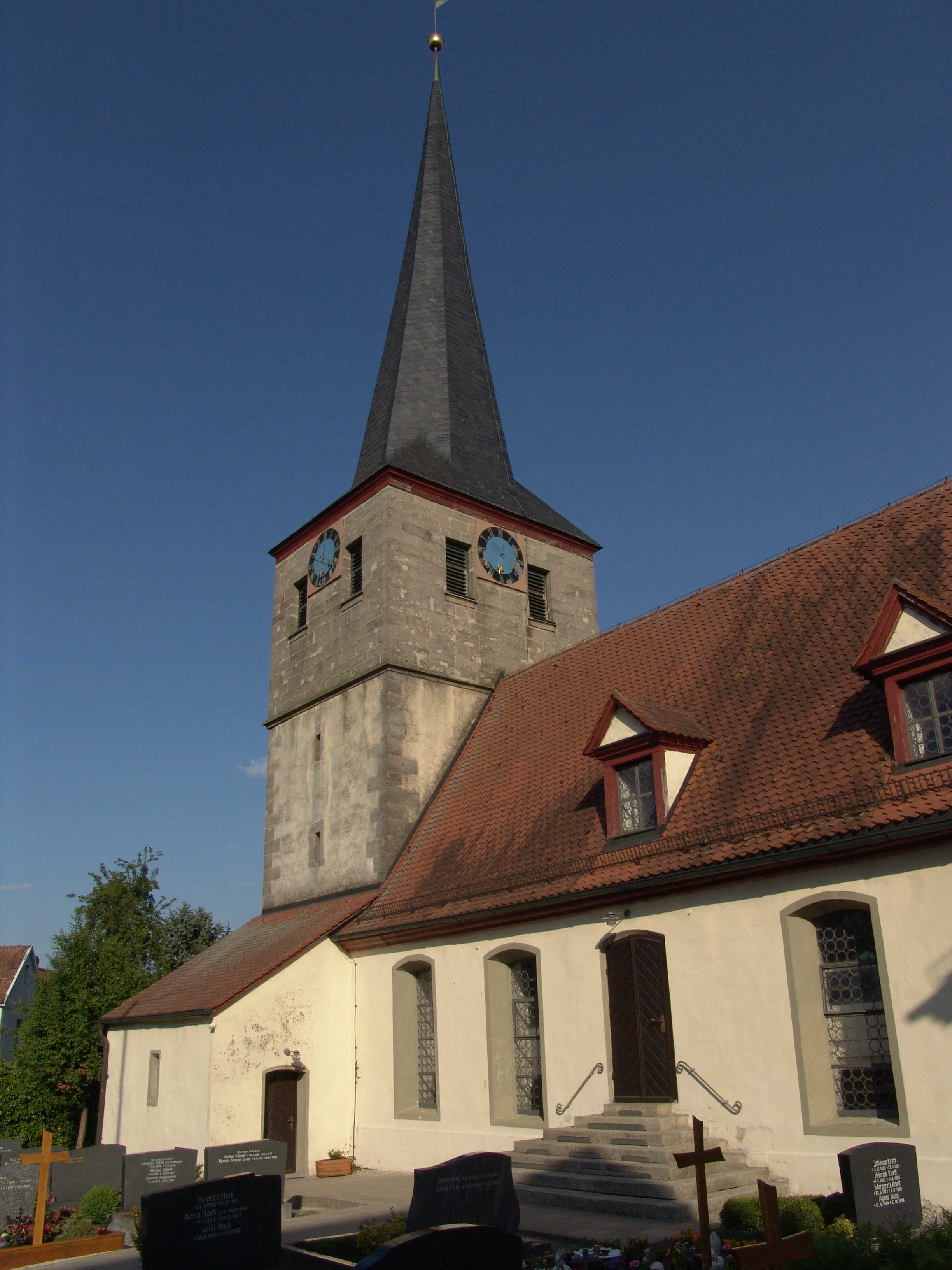
St. Nikolaus und Peter (Oberhöchstädt)

Die denkmalgeschützte, evangelische Pfarrkirche  St. Nikolaus und Peter steht in Oberhöchstädt, einem Gemeindeteil des Marktes Dachsbach im Landkreis Neustadt an der Aisch-Bad Windsheim (Mittelfranken, Bayern). Die Pfarrkirche ist unter der Denkmalnummer D-5-75-117-6 als Baudenkmal in der Bayerischen Denkmalliste eingetragen. Die Kirche gehört zur Pfarrei Dachsbach im Dekanat Neustadt an der Aisch im Kirchenkreis Nürnberg der Evangelisch-Lutherischen Kirche in Bayern.

## Beschreibung
Der im Kern spätgotische mit Stützen gesicherte Chorturm wurde 1593 weitgehend erneuert. 1851 wurde er mit einem Geschoss aus Quadermauerwerk aufgestockt, das die Turmuhr und den Glockenstuhl, in dem vier Kirchenglocken hängen, beherbergt, und mit einem schiefergedeckten, achtseitigen Knickhelm bedeckt. Das an ihn angebaute Langhaus wurde 1711 um ein Drittel nach Westen verlängert. Der Innenraum des Chors, d. h. das Erdgeschoss des Chorturms, ist mit einem Kreuzrippengewölbe überspannt, der des Langhauses mit einem hölzernen Tonnengewölbe. Im Langhaus wurden doppelstöckige Emporen an zwei Seiten eingebaut. Zur Kirchenausstattung gehören der Altar von 1693, das Taufbecken aus dem gleichen Jahr und die Kanzel von 1714. Die Orgel mit 11 Registern, einem Manual und einem Pedal wurde 1887 von Johannes Strebel gebaut.